# 河合ののか
河合 ののか（かわい ののか、1996年11月2日 - ）は、日本のAV女優。ジールグループ所属。2020年4月より「ののか」として活動。

## 略歴・人物
2018年9月にAVデビュー。
2020年4月、約半年の活動休止を経て「ののか」（1996年9月20日 - ）として活動を再開。所属事務所はACT。
2020年8月11日に、新宿ニューアートでストリップデビュー。（ロック座所属）

## 出演作品

### アダルトDVD
2018年
- どこにでもいる普通の学生が実はエロい。 しかもカラダが凄かった。（9月1日、MOODYZ）
- パパ活サイトで話題の現役女子大生とベロキス中年親父 濃厚孕ませ中出し密着交尾（10月25日、本中）
- SOD流新人のためのビジネス講座 痴女チャレンジ研修 仕事のマナーは大胆な積極性!将来有望な若手女子社員による「やらされ痴女プレイ」（11月8日、SODクリエイト）※「廣松悠里」名義　他出演:中江朝子、松田千波
- ディープス20周年記念スペシャル作品! 顔出し!美人妻限定 ザ・マジックミラー 清楚な奥様に白濁汁が溢れ出るまでイってもやめないデカチン追撃ピストン! 3 短小チ○ポの旦那とのマンネリ生活で刺激が欲しい欲求不満マ○コが連続本気イキ! 合計73回! in池袋 2枚組8本番!（12月7日、ディープス）他出演:森ほたる ほか
- ぴちぴちノースリーブで腋を晒すスペンス乳腺がGスポットの変態Gカップ女子(承認欲求強め) 「私、腋を見られるだけでオマ●コびしょびしょになるのです…」（12月19日、キチックス）※「美空」名義

2019年
- こんなに普通で、こんなにエロい。で、カラダすっごい。 このコが河合ののかです。（2月8日、バルタン）
- ナンパ即ハメ!! 釣り上げた新鮮女子大生とスグやりたい! 〜ラブホまで待ってられない〜（2月10日、ホットエンターテイメント）※「ひかる」名義　他出演:るな、ちひろ、ななみ、のぞみ
- マジックミラー号ハードボイルド 働く女性を「私、健康団体の医師ですが、ボランティアで働く女性に健康診断を実施させて頂いてます」とダマしてナンパ お得意の膣内検診テクニックでアクメを吹かせたOLさんは意外とすんなりデカチン挿入&ナマ中出しを許しちゃうなんて!（2月21日、サディスティックヴィレッジ）他出演:大浦真奈美、深田結梨、春埼めい、望月りさ
- 痰壺飼い 12 おじさんを痰壺おもちゃにする隣の女子大生（2月23日、ラッシュ）
- 渋谷盗撮 ぬるテカオイルマッサージ 06（3月1日、プレステージ）他出演:三島奈津子、浅井梨杏、夏川ゆず季
- ピンサロフェラ 〜竿ローリング手コキを交えたイカせるためのフェラ、それがピンサロフェラ〜（3月1日、SEX Agent）他出演:葵百合香、桜井和心、大沢カスミ、音海里奈、宮村ななこ、高牟礼れな、栗衣みい
- イラマチオじゃない腰振りフェラチオ 8 より身勝手に!より自分本位に!くちマ●コ人形を征服せよ!（3月1日、SEX Agent）他出演:葵百合香、桜井和心、大沢カスミ、音海里奈、栗衣みい、高牟礼れな、宮村ななこ
- 超ガン見フェラ 4 〜イキ顔+潤んだ瞳でジっと見つめ合い、白濁液尽きるその時までその目を離さない〜（3月1日、SEX Agent）他出演:石川祐奈、椿井えみ、倉木しおり、二宮和香、新美かりん、一ノ瀬あやめ、AIKA
- 一般男女モニタリングAV マジックミラーの向こうには自慢の妻! 旦那の寝取られ願望実現企画! 記念日の『メモリアルヌード』撮影中の素人奥様に共演男性モデルがフル勃起デカチ○ポ見せつけ! 2 旦那よりもはるかに大きいチ○ポを目の前に恥じらいながらも思わず愛液を垂らしてしまった清楚妻が “30cm横で夫に見られている”とは知らずに寝取られ中出しSEX! デカチン激ピストンで子宮の奥を突き上げられ のけぞりイキが止まらない! 激イキ合計62回（3月7日、ディープス）他出演:宝田もなみ、篠原友香、葉山りん
- 眠った嫁の若い綺麗な躰を息子に内緒で毎晩楽しむ義父に不倫の秘密がバレて挿入までされた嫁（3月7日、ヒビノ）
- 「素股なら不倫じゃないよね…(あ〜でも挿れたい…)擦りつけるだけだからね…(あ〜お願い挿っちゃって…)」 素股で自らハプニングを装いうっかり挿入を演出する淫乱兄嫁! ボクの兄嫁はとても美人なんだけど可哀想!仕事が忙しい兄に全然相手をされていなくて夜の夫婦生活も全然ない様子。そんな兄嫁はボクを全く男として意識していないのか普段から無防備な格好で胸チラ&パンチラ見えまくり!更には風呂上りなんて相当薄着で出てくるもんだから色々なものが見えて勃起してしまう毎日。それだけ毎日勃起していたら当然気づかれてしまい気持ち悪がられると思ったらセックスレスな兄嫁は久しぶりに見た勃起チ○ポにまさかの大興奮!興奮が収まらず思わず勃起チ○ポに手を伸ばしてしまう…が不倫はしてはいけないという倫理観で「擦るだけさせて…」と素股をしてしまうのですが、擦るうちに濡れたマ○コのせいで簡単に挿っちゃいそう!!我慢できなくなった兄嫁は「挿れちゃダメだからね!挿れたら不倫になっちゃうから…」と言いつつ事故を演出して自ら腰をクネクネさせてチ○ポを挿入!!兄嫁は結局ボクのチ○ポで何度も何度もイキまくりました!久しぶりのSEXで普段見る事のない乱れ狂ったドスケベな兄嫁が見れてボクも大興奮で中出ししちゃいました!（3月7日、Hunter）他出演:羽生ありさ、羽月希 ほか
- 白目をむくほどの媚薬ガンギマリ ハードピストン中出し痴漢 義妹Ver.（3月7日、アパッチ）他出演:玉木くるみ、原美織、桜木優希音、永井れいな
- 偶然風呂上がりの娘を目にして欲情しているところを妻に見られた私。無意識に夫を興奮させた実の娘にオンナとして嫉妬した妻は私を誘惑し始め迫ってきた。結果、最高に燃え上がる10年ぶりのセックスとなり、10ヶ月後、娘に弟がデキた…（3月8日、SCOOP）他出演:小川桃果、黒木いくみ
- 「ちょいチ○ポ見せてよ!」 引っ越した先の町内会はヤリマンの若妻だらけ! ボクは都内でも一二を争う治安が悪い地域に引っ越す事になり、初めて町内会議に出席した所、とにかく服装が派手で見るからにヤリマンの若妻だらけ!めちゃめちゃエロくて超積極的!そんな状況の中にお堅いリーマンスタイルのボクが1人いるもんだから場違いで浮きまくり!悪ノリした若妻たちから「いいからとりあえずチ○ポ見せて!」と当たり前のように言われると、気弱なボクは断る勇気もなく渋々チ○ポを見せるハメに。からかわれ、いじられまくり、一斉に襲われた挙げ句ボクのチ○ポを気に入ったのか、最後はハメ待ち行列ができるほどの大乱交!ボクもイキまくり彼女たちも何度もイキ狂ってました!（3月19日、Hunter）共演:若月みいな、花咲いあん、桃瀬ゆり、紗々原ゆり、高梨りの
- 一般男女モニタリングAV 心優しい巨乳の奥様が初対面のデカチン童貞大学生との“常に乳首責め筆おろし”に挑戦! 敏感な両乳首をいじられ/舐められ/吸い付かれフル勃起する若いち○ぽ! 思わず濡れてしまったご無沙汰マ○コがスパイダー騎乗位で抜かずの連続中出しSEX! 4名合計14発!（4月7日、ディープス）※「まき」名義　他出演:かずみ、ひかり、ともみ
- ボクが貸したワイシャツをノーブラで着た女子とまさかの自宅で二人きり! 3 ワイシャツの隙間から見える乳首&パンチラに勃起しまくり!イケメンの同僚の提案でボクの家で二次会をすることになり、美人の同僚がボクの家にやって来た!初めて女性が家の中にいることに緊張して、張り切りすぎたボクは飲み過ぎてそのまま寝落ち…。寝ている間に、イケメンはそのまま彼女とエッチしちゃったらしく、起きたときには半裸の彼女だけがボクのベッドで寝ていて突然の二人きり!とりあえず部屋着代わりにと彼女にボクのワイシャツを貸してあげたらサイズが大きすぎて、隙間からおっぱいやパンツがチラチラ見えて裸よりも余計にやらしく見えてしまい思わず勃起…。それを見た彼女は、昨晩のイケメンとのエッチが物足りなかったらしく、もっと激しいエッチがしたいと求めてきて、何度も何度も発射するほどエッチしてしまいました!（4月7日、Hunter）他出演:水樹璃子、鈴木さとみ、北川りこ、美竹すず、永井れいな
- 平成最後の4月入社内定2名 ROCKET 新人女AD羞恥全裸研修 初めての現場アシスタントは全裸で!良いADを作るために私たちも体を張って頑張ります!!（4月11日、ROCKET）共演:初音ろな
- 親がいたらこんなこと絶対に許されない!! 一見清楚で真面目な女子大生家庭教師は実は極度の年下好き!? 勉強部屋で受験生徒にまたがり誘惑!!股間濡らして本気イキ性交!!（4月12日、SCOOP）他出演:小川桃果、小谷みのり
- 家庭訪問にやってきた担任の先生が、童貞生徒を母のように優しく筆おろし（4月26日、赤面女子）他出演:大浦真奈美、早川瑞希、佐久間恵美
- 一般男女モニタリングAV 心優しい巨乳の新任教師限定! 修学旅行中の男湯で教え子の男子○校生たちのチ○ポの悩みを大きなおっぱいと手コキとフェラで解消してくれませんか!? 3 初めて見た先生の裸に勃起が収まらない童貞生徒を優しく筆おろし! 禁断の中出し連続射精SEX! 総発射28発（5月7日、ディープス）他出演:美浦あや、海空花、堀麻美子
- 超美尻がボクの目の前3センチ!! えっ!?そのプルンと突き出した綺麗すぎるお尻はボクを誘っているの? ボクに突然、可愛くて優しくてしかも美尻の義姉ができたんです!!義姉はとにかくお尻が綺麗でスタイル抜群のドスケベな体をした女性です!!家族になって初めての家族旅行で行った温泉旅館で義姉とまさかのふたり部屋!!隣同士で寝ていたら寝相の悪い義姉の浴衣がはだけて大きな胸が見えたりパンツが見えたりとにかく大興奮!!しかも気づいた時にはボクの目の前に義姉の超神尻が!!当然、我慢できなくなったボクは思いきってパンツをずらしボクのいきり勃った勃起チ○ポをゆっくり挿入!!「後ちょっと…、後一往復したら止めよう…」と思っても気持ち良すぎて止められません!!義姉が起きたとて腰の動きは止める事は出来ず何度も何度も中出し!!何度も何度も中出ししていたら興奮してきた義姉が逆にボクのチ○ポを求めてきて抜かずの3連続中出しさせられちゃいました!!（5月7日、Hunter）他出演:三島奈津子、泉ののか、笹倉杏 ほか
- 姉と二人きりの温泉旅行で近親相姦SEX 成熟した姉の体に我慢できなくなった童貞弟に優しい姉がぬちゅぬちゅ素股!禁断の行為に高まる興奮!発情しきった二人はそのまま生挿し!朝から晩までず〜とお籠り性交（5月17日、SCOOP）他出演:あゆみ莉花、あかね葵、佐久間恵美
- 勉強だけが取柄で彼女イナイ歴=年齢のサエないボクが女子校の先生になった途端モテ期到来!? 熱血教師のフリして「いつでも相談に来いよ!」なんて言ったら… ボクの小汚いアパートに連日押しかけて来る教え子たちとのヤバい関係にハマってしまった…（5月17日、SCOOP）他出演:上川星空、豊中アリス ほか
- 姉の風呂があまりにも長いので早く出るように呼びかけたが、返事がなく思い切って突入したらのぼせて裸でブッ倒れていた!! 慌ててタオルで包み部屋に連れて行き介抱していたが、冷静になって見るとタオル越しにもわかる巨乳に思わず勃起! マズいと思って立ち去ろうとしたが、気が付いて起き上がろうとした姉がふらつき掴んだのはボクの勃起したチ○ポ!!気まずい空気が一瞬流れたが恥ずかしがっていた姉も勃起を見て徐々に興奮。我慢できなくなった姉がボクの勃起チ○ポに貪りついてきて何度も求めてきた!（5月19日、Hunter）他出演:後藤里香、若月みいな、玉木くるみ、川菜美鈴
- 厳選!新作撮り下ろし! 痴漢感謝祭 第5弾 被害超拡大!!被害者超増量!20人SP！（5月19日、アパッチ）他出演:紗々原ゆり、紗藤あゆ、あずみひな、橋本れいか、玉木くるみ、上原志織、北川ゆず、浅見せな、小西まりえ、月野ゆりあ、桐山結羽、一ノ瀬夏摘、七海ゆあ、桜木優希音、花宮レイ ほか
- 不意に勃起を見て興奮する女たち 10人新作撮り下ろしSP! 至極のシチュエーションてんこ盛り!（5月19日、ゴールデンタイム）他出演:桜庭ひかり、有沢りさ、明海こう、天月叶菜 ほか
- シンプルに上手なフェラ 2 見た目普通の女の子なのにじゅっぽじゅっぽとエッチな音立てながらフェラする素人娘11人（5月19日、かぐや姫Pt）他出演:彩瀬自由里、椎葉みくる、あまねめぐり、あずみひな、初音ろな、蓮実クレア、奥菜えいみ、春埼めい、瀬乃ひなた、相澤ゆりな
- 欲望余る生徒の為に拘束調教され従順肉便器女に仕込まれた性欲処理穴 新任美乳女教師（5月23日、ヒビノ）
- 88センチFカップ!!! ふわふわ巨乳のふわふわ奥様!! まさかのSEXイキ狂い!!!（6月1日、AV）※「相川ももか」名義
- 来る客みんな谷間で焦らす巨乳ウェイトレスの日常（6月7日、unfinished）※「ののか」名義
- 素人娘生ヌル放送 2 清楚系からノリノリ女子まで予測不能なガチンコ企画!!股間がヌルっとしたところを口説き落とすヤラセなしのリアルSEX完全版（6月10日、ホットエンターテイメント）※「ひかる」名義　他出演:あいり、あかり、りな
- 彼氏×女性施術師&彼女×男性施術師 カップル同時寝取りマッサージ（6月14日、MAGIC）他出演:美月まい、綾瀬さくら、五十嵐希美
- 一般男女モニタリングAV 性のお悩み相談室出張特別編! 旦那では満足できない絶倫巨乳妻が生まれて初めての逆ナンパ体験!童貞○校生をラブホテルに連れ込み2人っきりで1発10万円の抜かずの連続射精筆おろしに挑戦! 3 旦那のフニャチンとは違う男子○校生の爆発寸前フル勃起チ○ポに素人妻はのけぞるほどにイキまくり! 溜まりに溜まった2人の性欲がぶつかり合ったら1発限りでは収まらない連続中出し! 4組合計16発!（6月19日、ディープス）※「まい」名義　他出演:ひとみ、れいか、なな
- そのプリンっと突き出したお尻にノックアウト!! 超美尻いや神尻の義姉にバックで何度も中出ししちゃったボク!! 2 突然出来た義理の姉は可愛くて超美尻!!しかも無防備だからパンチラしまくり!!当然、ボクは勃起しまくり!!しかもしかもわざとなのか偶然なのか超美尻をボクの目の前に突き出しているから我慢の限界!!気がついた時には義姉のパンツを下ろし何度も後ろから突き刺していました!!初めは嫌がっていた義姉だけど何度も中出ししてたら気持ちよくなったのか自分から求めるほどド淫乱女子に!!逆に何度も求められました!!（6月19日、Hunter）他出演:音海里奈、浅見せな、通野未帆、富田優衣
- 新作撮り下ろし!2作品同時収録! 仲良し一家強制近親相姦/スッピンのままで遅刻出勤してきた新人OLをパワハラ全開でセクハラしまくって感じさせろ!（6月19日、アパッチ）他出演:桜庭ひかり、椎菜アリス、葵ななみ、水谷あおい、通野未帆、花宮レイ、桜木優希音、星咲マイカ
- 『ちょっとでいいからおっぱいをペロペロさせて!』 おっぱいがふやけてしまうぐらい揉んで吸って舐めまくりたい!そんなおっぱいマイラブで童貞のボクが『ちょっとでいいからペロペロさせて!』と巨乳の妹に決死のお願い!兄想いのとても優しい妹は『ちょっと吸うだけだよ…』と渋々承諾…。しかし、ボクの超絶舌舐め技に妹が大興奮!?この舌技でアソコも舐めてもらったら…!?と、妹が発情して今度は妹から舐めてみてとお願いしてくる超神展開!（6月19日、ゴールデンタイム）他出演:玉木くるみ、真田みづ稀、橘かれん
- 飲み会から酔っ払って帰って来た妹の無防備なパンツ丸出し姿にソソられ我慢の限界! 介抱するフリして股間を触ると感じ始め…彼氏と間違えたのか半分寝ながらもベロキスを求めてきたので最後までしてやりました!!（6月20日、SOSORU×GARCON）他出演:春埼めい、芹沢ゆうり
- むちむちデカ尻 神ブルマ ロリ美少女から人妻、ぽっちゃり娘達にピチピチブルマ＆体操着を着せ、ハミパン、ムレムレワレメなど毛穴まで見えるほどの超ドアップ接写！さらに尻コキ、着衣お漏らし放尿やブルマぶっかけ、生中出し等ブルマ好きに送る完全着衣フェチAV（6月20日、親父の個撮）
- 激カワ10代学生バイト嬢在籍店 都内沿線ピンサロ 裏オプの本番サービス 制服系風俗はヤレる!!（6月28日、TRIPLE H）他出演:泉りおん、豊中アリス、上川星空、大沢カスミ ほか
- 『く、苦しい!!えっ何?夢??』 女性社員の大きな胸がボクの顔にムギュ! 出張先の温泉旅館で巨乳女上司と一緒の部屋に寝ていたら大きな胸がボクの顔面直撃!出張先の温泉旅館の手違いで、口うるさい仕事一筋の超まじめな先輩上司と相部屋に!!しかも酔っ払ってネチネチと説教してくるからタチが悪い!!正直、黙っていれば可愛いし巨乳だし美尻だしモロにタイプなのだが…。しかも部屋飲みで酒のペースも上がり遂には酔いつぶれて寝てしまう女上司!!ホッとしたボクも寝る事に!!相部屋なので仕方なく隣で寝ていたら何やら息苦しいくなって目を覚ますと女女子の大きな胸がボクの顔に直撃していた!苦しいけど嬉しい!!我慢できずにどうせ酔ってるし…と調子に乗って大きな胸に貪りついたらまさかの感じまくり!あまりの気持ち良さに目を覚ました!怒られるかと思ったら「もっと揉んで…もっと舐めて私をメチャメチャにして!」とまさかのSEX懇願!!ここ2年くらいは特に仕事一筋でずっと男とエッチなんかしてなかったらしく久しぶりの刺激でド淫乱女に豹変!!しかも、カニばさみロックで中出し強要!何度も何度も中出しを求められちゃいました!!（7月7日、Hunter）他出演:音海里奈、大浦真奈美、海空花、井上愛唯
- 巨乳過ぎる姉と妹と一緒に温泉に入ったらまさかのフル勃起で近親相姦! 2 家族旅行で久しぶりに一緒に温泉に入ったら姉と妹の胸が想像以上に巨乳過ぎて気づいたらガン見!思わずガン見していたら理性を保てなかったボクの股間は気づくと痛いくらいビンビンに…。バレたくないのでこっそり出ようとしたら見つかってしまいボクの勃起したチ○ポをマジマジとふたりに見られて、いつの間にか男を見るスケベな女の目に!家族と絶対ヤッてはいけない近親相姦へ…。（7月7日、Hunter）共演:優月せら　他出演:高野しずか、音海里奈、海空花、明望萌衣
- 家庭教師が巨乳受験生にした事の全記録（7月18日、グローリークエスト）
- 「誰のフェラが一番気持ち良かった?」フェラに自信満々の姉友たちがボクのチ○ポでフェラテクを披露すると言い出し集団フェラの神展開に!! 大学生になったボクは姉と2人暮らしを始めたのですが、姉の女友達がしょっちゅう家に来るので肩身が狭すぎます!今日も宅飲みが始まって過激なエロトークが部屋からダダ漏れ!するとエッチ事情を暴露し始めた姉友たち…どうやら話は誰が一番フェラがうまいか。どんだけスケベな話をしているんだと思っていたら、ボクのチ○ポでフェラテクを披露すると言い出してきた…!!『バキュームフェラ』『ねっとりローリングフェラ』『高速キツツキフェラ』…今まで味わった事の無い超エロテクフェラで大満足していたボク…。これで終わるかと思いきや誰が一番気持ち良いかを競い合う内に、フェラだけでは満足できず完全に発情してしまった彼女たちは挿入も求めてきた!!発射するたびに得意のフェラで何度も何度も勃起させてはハメまくり!!ボクのチ○ポが勃起しなくなるまで何度も何度も中出しを求められた!!（7月19日、Hunter）共演:星咲マイカ、桜木優希音、美月まい、梨杏なつ、星あめり
- 素人ヘアヌード大図鑑 〜地方出身女子大生編（7月26日、S級素人）他出演:星奈あい、千夏麗、日泉舞香、知花みく、熊野あゆ、星咲凛、加藤麻希、清野雫、春埼めい、宮沢ちはる
- 夜勤明けの解放感でHモードになった新人ナースの性欲マジ半端無い!! 病院近くの総合エステに通って看護婦たちは性欲解消する 潮吹きマシンバイブ 悶絶イキでスケベ全開 中出しSEXを拒むどころか求める新人ナースたち（7月26日、SCOOP）他出演:上川星空、豊中アリス、元宮充希
- 中出しお義母さんが教えてあげる この世で最もいけない禁断の姦係（7月27日、ビッグモーカル）他出演:逢沢まりあ、福山美佳
- 一般男女モニタリングAV 引きこもり男子○校生お悩み解決企画! 「先生…!セックスがしたいです…!」 心優しい巨乳の新任女教師が童貞で悩む教え子を家庭訪問中に生挿入で筆おろし! 憧れの大きなおっぱいに触れて10代男子の溜まりに溜まった性欲が大暴走! 生徒想いの先生マ○コと不登校のフル勃起チ○ポとの禁断の中出しセックスは1発だけでは収まらない!中出し合計10発（8月19日、ディープス）※「えりか」名義　他出演:あきこ
- 「え!?先生ってそんなに巨乳だったの!?」 予想外にセクシーすぎるびしょ濡れ下着スケスケ姿に撃沈! 突然の雨に降られてしまった家庭教師の先生がびしょ濡れで下着スケスケ状態でやって来た!「先生!普段は地味な格好しかしてないから、今の格好はセクシーすぎます!」しかも、着替えがないからボクのワイシャツを良かれと思って貸したら、さらにエロいノーブラワイシャツ姿になってしまった!!当然、ボクはびしょ濡れ姿でムラムラ!そしてノーブラワイシャツ姿でトドメのフル勃起!!すると勃起に気付いた先生は、普段自分を抑えているのか、ボクの勃起チ○ポに性欲爆発!勃起チ○ポを咥えると離さず、何度も口内発射!さらには連続中出しを求めるド淫乱先生に豹変!（8月19日、Hunter）他出演:富田優衣、海空花、鈴木明那、高梨ゆあ
- 吐き出すまで突きまくる、地獄のコンビネーションイラマチオ（8月25日、えむっ娘ラボ）共演:有村のぞみ
- 女性専用シェアハウスに巨乳女性だらけで男はボク1人!? 姉が住む都会の女性専用シェアハウスに1週間泊めさせてもらう事に!女性専用なのでバレない様にコッソリと泊っていたら、他の居住者に見つかり大ピンチ!追い出されると思いきや欲求不満の女性たちは久々の男にムラムラしだし大きな胸でボクを誘惑してきた!当然、そんな事をされたら勃起しまくり!勃起しまくっていたら隠しきれず勃起が見つかり肉食系女子のハメられてしまいました。ひとりだけではなく他の女性にも見つかってしまい毎日毎日ほぼ1週間ハメられてしまう日々。最後はみんなに囲まれてハーレムセックスまでしちゃいました!(※お姉ちゃんともノリでエッチしちゃいました)（9月7日、Hunter）共演:新垣智江、持田栞里、唯野あやこ、葉山りん、星空もあ、音海里奈
- 合宿中の爆乳ママさんバレー部はボクのチ○ポで欲求不満が大爆発!! 親戚が経営する合宿所の手伝いに行ったらママさんバレー部の一行がやって来た!そんな爆乳揃いの奥さんたちを見てムラムラが抑えきれずフル勃起!だけどそれに気付いた奥さんたちはボク以上に欲求不満を爆発させてきた!?バレーの練習そっちのけで久々のチ○ポを爆乳パイズリ&ねっとりイラマ!!さらに大きな胸を揺らしながらボクの精子が無くなるまで何度も何度もエッチをおねだりしてくるんです!!（9月7日、Hunter）共演:大浦真奈美、明望萌衣、井上愛唯、優月せら、真田みづ稀、望月あやか、雨宮凛
- 素人娘のアナル図鑑 3 呼吸をするようにヒクヒクと動く肛門をじっくり観察 おっぴろげアナルコレクション12人（9月7日、かぐや姫Pt）他出演:春埼めい、茜はるか、市橋えりな、あけみみう、逢沢りいな、瀬乃ひなた、奥菜えいみ、相澤ゆりな、あずみひな ほか
- 昼下がり町内会!若妻たちのちょっと危険でかなりHな王様ゲーム!! 18 母の代理で参加した町内会の集まりでまさかの展開!若い時に王様ゲームをした事が無いという話で盛り上がった奥様方が急に「王様ゲームしたい!」と言い出したんです。男はボクひとりしかいないもんだから、当然いい思いが沢山出来ちゃいました!!（9月19日、Hunter）共演:梨々花、高槻れい、星あめり、紗々原ゆり、音海里奈、森ほたる、葉山りん、桐谷なお、涼川えいみ
- 超絶倫童貞少年! もうヤメて!と逃げる巨乳義姉を追いかけ乳首をこねくり回しまくる! 突然出来た義理の姉は可愛くて巨乳で元ヤリマン女子校出身の現役ヤリマン!いつも超無防備だからパンチラは当たり前、大きな胸が溢れんばかりの胸チラをしまくりでボクは毎日勃起しまくり!勃起していたら当然見つかってしまいヤバイと思ったけど気持ち悪がるどころかボクの勃起をからかう義姉…でもさすがはヤリマンからかっているうちにいつしか勃起にムラムラして発情しだす義姉!我慢できなくなって「そんなに私の胸が気になるなら揉んでいいよ…」とおっぱいを揉ませてくれた!!揉ませてくれたら最後、あまりの気持ち良さに激しく揉みまくり!しかも調子にのって乳首もこねくり回したら超感じまくりの義姉!!感じながらも『もうヤメて!これ以上はダメ!』と逃げ回る義姉を無視してとにかく色々な場所で乳首をこねくり回し!乳首が弱い義姉は色々な場所で何度も何度もイキまくり!何度も何度も乳首こねくり回しでイカされまくっていた義姉の股間は当然爆濡れ状態!最後は感度MAX状態で媚薬が効いたみたいにド淫乱女に豹変!乳首をこねくり回しながら腰を振って何度も中出しし続けたらエビ反りするほどに連続爆イキ!（9月19日、Hunter）他出演:桜庭ひかり、深田結梨、海空花、河北麻衣
- 立証!! 『この辺で美味しいスウィーツ屋さん知りませんか?の質問で人妻はヤレる説!!』 Fカップのお人よし激カワ奥さん 奈保子さん（10月1日、AV）※「奈保子」名義
- 南京袋の女（10月7日、アタッカーズ）共演:初美りん、大槻ひびき
- あのマジックミラー号がレントゲン検診車に早変わり! マジックミラー号 巨乳OLエッチな健康診断 2 外が丸見えの赤面検診車で全裸になっておっぱいレントゲン検査、アナルやオ○コも精密検査しちゃいます!!（10月10日、ROCKET）他出演:若宮穂乃、富井美帆、かなで自由
- 一般男女モニタリングAV 「大好きな先生に筆おろしをしてもらいたい…!」 30日間オナ禁生活に耐えた童貞男子生徒の願いを叶えてもらえませんか!? 巨乳の女教師が教え子の男子○校生を優しく筆おろし! 3 精子も想いもオマ○コで全て受け止め溜まったザーメンが出尽くすまで抜かずの中出しSEX! 限界を超えた大量射精で膣内に収まりきらない溢れ精液!! 中出し合計20発!（10月19日、ディープス）他出演:宝田もなみ、堀麻美子、玉木くるみ
- お義父様やめて下さい 中出し近親相姦 情慾に屈した人妻(わたし) 中出し近親相姦（10月26日、ビッグモーカル）他出演:逢沢まりあ、福山美佳
- 「うちの嫁とヤッたんだから お前の嫁とヤラせろ!!」 旦那の目の前でリベンジ寝取り（12月13日、SCOOP）他出演:元宮充希、上川星空、豊中アリス
- 父親に復讐ビデオレター! 巨乳義母喉奥媚薬イラマ（12月19日、アパッチ）他出演:皆瀬杏樹、川崎亜里沙、早川瑞希、高槻れい
- いつも明るい親戚のお姉さんは、近親相姦レイプ被害者だった! 彼女を助けることができないどころか、父親に襲われた彼女にあろうことか興奮してしまい犯してしまった最低のボク。（12月19日、お夜食カンパニー）他出演:香苗レノン、木下遥希、通野未帆

2020年
- 『ダメ!やっぱり私裏切れない…ダメ、挿っちゃう!ダメだよ!擦り付けるだけの約束でしょう?!』 絶対にしてはイケナイ人と(先輩の彼女、後輩の婚約者、義母、彼女の姉、妻の妹)禁断の素股をしていたら…ヌルヌルしだしてズッポシ!結局生挿入&生中出し! 絶対に過ちを犯してはイケナイ相手だけど、美人でスタイルが良くいつもボクに優しくしてくれるその人とセックスがしたい!!ボクの前ではいつも無防備な服装で胸の谷間がチラチラ見えたり、やたらボディタッチが多かったり、勘違いしても当たり前なんです!ヤレそうな雰囲気なんです!思い切っておっぱいを鷲掴みしてキスするとまんざらでもない様子!でも挿入直前になって「ごめんなさいやっぱり裏切れない!」とまさかのストップ!でも擦り付けるだけなら…と素股させてもらったら擦られ濡れてきた股間にヌルっと生挿入!挿入したら止まりません!結局何度も生中出しセックス!（1月19日、Hunter）他出演:川菜美鈴、音海里奈、今井ゆあ、深田みお
- 清純巨乳妹が泥酔×乳首こねくりまわしでエビ反り連続爆イキ!! ボクの妹は超可愛くて巨乳!正直タイプなのですが妹なので必死に気持ちがバレないように抑えてます!でも普段、家の中では胸の谷間が見えたりパンチラが見えるような服を着て歩いているから目のやり場に困ってしまう!しかも困った事に最近、お酒を覚えたらしくて弱いくせに酔っ払って帰ってくるんです!何が困ったかって??それは酔っ払って帰ってくると妙に色っぽく無防備さに拍車が掛かって勃起度200%UPなんです!!泥酔して玄関で寝ちゃってる妹を起こして部屋に連れて行こうとしたら胸元がいつも以上にユルユルでつい魔が差してしまい胸元にボクの手が!!おっぱいを取り出しバレない様に揉んでいたら乳首がやたらと反応するので我慢できずにこねくり回していたらエビ反ってしまうほどに感じまくり!!泥酔しつつも目を覚ました妹!ヤバイと思ったけど既に発情状態の妹はボクと認識しているのか?いないのか?激しくキス!!これはエッチするチャンス!!と思ったボクは調子にのっておっぱいを揉みまくり!!そして、乳首をこねくり回したらエビ反りながら連続爆イキで中出しを求めるほどのド淫乱女に豹変!!（2月7日、Hunter）h他出演:相澤ゆりな、星空もあ、蒼井こころ、新垣智江
- 88センチFカップのふんわり美巨乳激カワ妻!!! 3Pで悶絶する最高品質のズリネタ奥様!!!（3月1日、AV）
- 『愛し合う夫婦が残したいメモリアルヌードフォト』と題された雑誌の企画と妻を騙し、絶倫チ○ポ男と素肌密着偽撮影会で寝取られ検証!!旦那よりも若くてカチカチに反り返ったチ○ポがマ○コまで3cmに超接近して奥さん急激欲情!? 8（7月17日、DOC）他出演:真白真緒、心実るな、田中ねね
- 鬼畜監禁 REAL SHOCK 悶絶拷問（7月19日、ドグマ）

2022年
- 素人トーキョー No.02 円光女子校生に生ハメ中出し! ルーズソックスJ●たち（3月22日、素人トーキョーH.S./妄想族）

### VR
2019年
- 最低最悪凌辱レ●プ 〜俺の罪を代わりに償う妹の末路〜（2月15日、CASANOVA）
- 果たして誰が求めてくるのか? 突然出来た義理の姉はちょっとエッチでお酒大好きでよく女友達を家に呼んで宅飲みしてるんです!お姉ちゃんの女友達たちも当然お酒好きでエッチ好き!!結構、騒がしいしたまにボクの部屋に乱入してくるし冗談に女友達が誘惑してくるし…とにかく受験生のボクは困っています!酷い時は飲めないのにたまに飲みに付き合わされてお酒を作らせたりして非常に迷惑なのですがお姉ちゃんの友達たちは綺麗な女性が多く露出も高い服を着ていてとにかくパンチラ&胸チラが多くて興奮しちゃってます。しかもボクが興奮しているのがバレたのか?お酒を飲んでドエロくなったお姉ちゃんの女友達たちがボクを襲ってくるんです!!結局全員とヤッてしまったけど皆に「このことは内緒ね?」と言われたので墓場まで持っていきます!!でも、この中の女性とこっそり付き合うことになってイチャラブSEXしまくってます! TYPE-A（2月19日、お夜食カンパニー）
- 大学のダンスサークルに入部したら男はボク一人! しかも全員巨乳で全裸で踊っていた! もの凄い腰振りで即絶頂!即中出し!（2月22日、ワンズファクトリー）共演:森下美怜、藤波さとり、望月りさ
- 当然、勝手にAV化! イケメンの友達がほろ酔い状態の女の子を僕の部屋に連れて来た!女に無縁の僕にはそれだけで大興奮なのに超過激でHな王様ゲームが始まっちゃって… 女子と当たる確率激高編!（3月21日、お夜食カンパニー）共演:音海里奈、朝比奈しの
- 見上げてごらん 2 ノーモザイク（5月29日、ガン見隊）他出演:NIMO、佐原由紀、矢野乃々華、上川星空、赤渕蓮、神楽アイネ、渚ゆう、持田栞里、音羽美玲、海空花、元宮充希
- エッチなお世話もしてくれるロリっ子家政婦（5月31日、CASANOVA）他出演:松下ひな
- 女子校日和。 2 ノーモザイク（7月23日、ガン見隊）他出演:NIMO、佐原由紀、矢野乃々華、上川星空、赤渕蓮、元宮充希、鈴木さとみ、神楽アイネ、渚ゆう、持田栞里、音羽美玲、海空花

### イメージDVD
- 純系全開Fカップ 身長156cm・21才・バスト88cm（2019年5月23日、CRANE）※「白雪えりな」名義
- 処女のキモチ（2019年5月31日、スパイスビジュアル）※「小野のどか」名義

## 書籍 他
- 週刊プレイボーイ 2018年10月8日号（集英社） - インタビュー「実りの秋だ!! ボインが大豊作だ!! 新人美巨乳AV女優」
- 日刊スポーツ 2018年11月4日 - 6日 - インタビュー